# Miriam Elizabeth Simpson
Miriam Elizabeth Simpson (26 mai 1894 - 2 octobre 1991) est une scientifique américaine qui, en 1921, obtient le premier doctorat en anatomie conféré par l'Université de Californie. Deux ans plus tard, elle obtient un doctorat en médecine de l'Université Johns-Hopkins (1923).

## Jeunesse et éducation
Miriam E. Simpson étudie en premier cycle, puis en troisième cycle à l'Université de Californie à Berkeley. Elle obtient un AB en chimie en 1915 et une maîtrise en chimie en 1916.
Simpson obtient son doctorat en anatomie de l'Université de Californie en 1921. Son deuxième doctorat en médecine est décerné par l'Université Johns Hopkins en 1923. Pendant son séjour à Johns Hopkins et à Berkeley, elle travaille en étroite collaboration avec Herbert McLean Evans pour mener des recherches sur les glandes pituitaire et les injections d'hormones.

## Recherches
Simpson est chercheuse et instructrice en anatomie, se concentrant sur l'histologie et l'endocrinologie. Elle enseigne à l'UC Berkeley de 1923 à 1961. L'orientation de la recherche et de l'enseignement de Simpson, ainsi que sa formation spécialisée en médecine et en chimie, complètent d'autres recherches en anatomie à l'université.
Elle est promue professeure titulaire en 1945, avec la distinction « émérite » ajoutée à son titre à sa retraite en 1961. En 1952, après le départ à la retraite du mentor et collègue de recherche Herbert McLean Evans, Simpson prend des responsabilités en tant que directrice de l'Institut de biologie expérimentale. Après la dissolution de l'Institut en 1958, elle supervise la création du cours d'anatomie microscopique à l'Université de Californie à San Francisco, tout en continuant à participer à l'enseignement du cours à Berkeley.
Au cours de sa longue collaboration de recherche avec Evans, Simpson dirige la partie recherche endocrinienne de l'institut. Avec Choh Hao Li et Evans, les recherches de Simpson aboutissent à des succès remarquables en 1943, 1944 et 1949, avec la découverte d'une hormone thyréotrope et adrénocorticotrope purifiée, de l'hormone de croissance et de l'hormone folliculo-stimulante (FSH).